# Eva Marshal
Eva Marshal, född 1203, död 1246, var en normandisk adelskvinna.  
Hon var gift med William de Braose, en av de största jordägarna i Wales. Efter sin makes avrättning 1230 tog hon kontrollen över hans domäner och kontrollerade därmed en stor del av centrala och södra Wales. Hon deltog i sin bror Richard Marshals uppror 1234.  
Hon har förekommit som karaktär inom skönlitteraturen.